# Mycomicrothelia captiosa
Mycomicrothelia captiosa är en lavart som först beskrevs av Krempelh., och fick sitt nu gällande namn av David Leslie Hawksworth. Mycomicrothelia captiosa ingår i släktet Mycomicrothelia och familjen Trypetheliaceae.   Inga underarter finns listade i Catalogue of Life.